# Susanne Vössing
Susanne Vössing (* 9. September 1964) ist eine deutsche Köchin, Kochbuch-Autorin und Food Designerin.

## Leben
Susanne Vössing absolvierte in Warburg im Restaurant Alt Warburg ihre Ausbildung zur Köchin. 1985 ging sie nach Paris und machte an der Sorbonne den Abschluss als Übersetzerin. Sie arbeitete danach in Paris in den Restaurants Pavillon Mon Souris, als Saucier im Drei-Sterne-Restaurant Lucas Carton bei Alain Senderens, im Restaurant La Coupole und im Yvand.
Nach ihrer Rückkehr kochte sie als Küchenchefin im Bonner Restaurant Le Marron, das vom Restaurantführer Guide Michelin 1991 mit einem Stern bewertet wurde. Anschließend kochte sie im La Societé in Köln und leitete als Küchendirektorin drei Restaurants in Paris. Zu dieser Zeit wirkte sie auch als Köchin in der Sendung Kochduell des Fernsehsenders VOX mit.
Im Jahr 2003 eröffnete sie in Düsseldorf ihr eigenes Restaurant Vössing, das sie allerdings im Januar 2006 wieder aufgab. Danach arbeitete sie als Mietköchin und Produktexpertin für den Shoppingsender QVC hauptsächlich für KitchenAid und vertreibt auch dort ihre Kochbücher mit Rezepten, die sie speziell für die KitchenAid entwickelt hat.
Seit 2013 lebt Susanne Vössing in Stolberg (Rheinland). Im Oktober 2022 übernahm sie dort das Restaurant Weißes Rößl.

## Schriften
- Kochduell: Raffinierte Kräuter- und Gemüse-Rezepte, Vgs Verlagsges., 1999. ISBN 3-8025-1405-X.
- Immer eine Sünde wert – Kochbuch der Sinnlichkeit, Umschau Buchverlag, Frankfurt 2001. ISBN 3-8295-6414-7.
- Koch-Diary, Eigenverlag